# NGC 2293
NGC 2293 je galaksija u zviježđu Velikom psu.

## Vanjske poveznice
- SEDS: NGC 2293